# Nikolaï Tchaguine
Nikolaï Mikhaïlovitch Tchaguine (en russe : Николай Михайлович Чагин), né en 1823 à Oriol et mort le 24 mai/6 juin 1909 à Saint-Pétersbourg, est un architecte russe, chantre de l'ecléctisme. Il a construit des églises dans l'ouest de l'Empire russe et il a été nommé académicien.

## Biographie
Tchaguine naît à Oriol dans la famille peu fortunée d'un marchand de chaussures. Il est diplômé de l'école locale et ses dons pour le dessin sont remarqués par le gouverneur local, le prince Vassilitchikov, qui l'envoie étudier aux frais de l'État à l'institut technologique de Saint-Pétersbourg dont il sort diplômé en 1845 avec une petite médaille d'argent. Il poursuit ses études d'architecture à l'Académie impériale des beaux-arts: l'hiver, il étudie le dessin d'art et le dessin technique et l'été, travaille sur la construction du chantier du chemin-de-fer Saint-Pétersbourg-Moscou.
Tchaguine termine ses études en 1848; son diplôme portant sur les plans d'un lycée de cent personnes. Il devient bientôt ingénieur civil de la chambre des biens d'État de Grodno. Il est nommé en 1850 architecte pour la construction d'églises dans les gouvernements de Vitebsk et de Moguilev. Il travaille sur 124 chantiers entre 1850 et 1854. Il est élevé au titre d'académicien architecte par l'Académie impériale, le 13 août 1853. Il devient membre-correspondant de la Société d'architecture de Saint-Pétersbourg et il reçoit l'ordre de Sainte-Anne de IIIe classe et l'ordre de Saint-Stanislas de IIIe classe.
Il travaille comme architecte d'églises dans les gouvernements de Vitebsk et de Moguilev. Il est nommé en 1859 architecte du rectorat de Wilno (Vilnius aujourd'hui) et du gouvernement de Wilno en 1864-1865. Il prend sa retraite en 1885, le gouverneur Alexeï Jemtchoujnikov lui ayant refusé son congé.
Parmi ses projets de Wilno, l'on remarque la rénovation du palais Sapeg (1860), la fondation de l'église Sainte-Parascève (1864) et de l'église Saint-Nicolas (1865), la cathédrale orthodoxe (1868); ces deux dernières en collaboration avec Alexandre Rezanov. Tchaguine termine la transformation de l'église catholique Saint-Casimir en collégiale orthodoxe (1867): abaissement des tours, construction de la coupole, décoration en style rococo de la façade. Tchaguine fait les plans de l'église Sainte-Catherine (1871) et du clocher néogothique de l'église Sainte-Anne (1873). Il construit aussi des hôtels particuliers dans les rues actuelles du Théâtre et Vasanavicius (1897).
Parmi les autres projets significatifs de Tchaguine, l'on distingue l'hôpital de Joniškėlisе (1860), le gymnasium de Kowno (1862), quelques églises dans les gouvernements de l'ouest (actuelles Lettonie et Lituanie...)
Dans les années 1880, la cathédrale Saint-Siméon-et-Sainte-Anne de Mitau (aujourd'hui Jelgava) nécessite de sérieux travaux. Mitau était à l'époque la capitale du gouvernement de Courlande et son statut attire de nouvelles populations, dont des orthodoxes, ce qui demande la construction de leur cathédrale, tâche dévolue à Nikolaï Tchaguine. Son projet est approuvé en 1888 et les travaux commencent en 1890 et se terminent en novembre 1892.
L'un des projets les plus importants de Tchaguine et des plus emblématiques est l'église de la Résurrection de Foros en Crimée (1892).
Les édifices de Tchaguine sont souvent de style néobyzantin avec des éléments néorusses.
Il meurt le 24 mai/6 juin 1909 chez son fils à Saint-Pétersbourg.

## Galerie

Églises construites selon les plans de Tchaguine
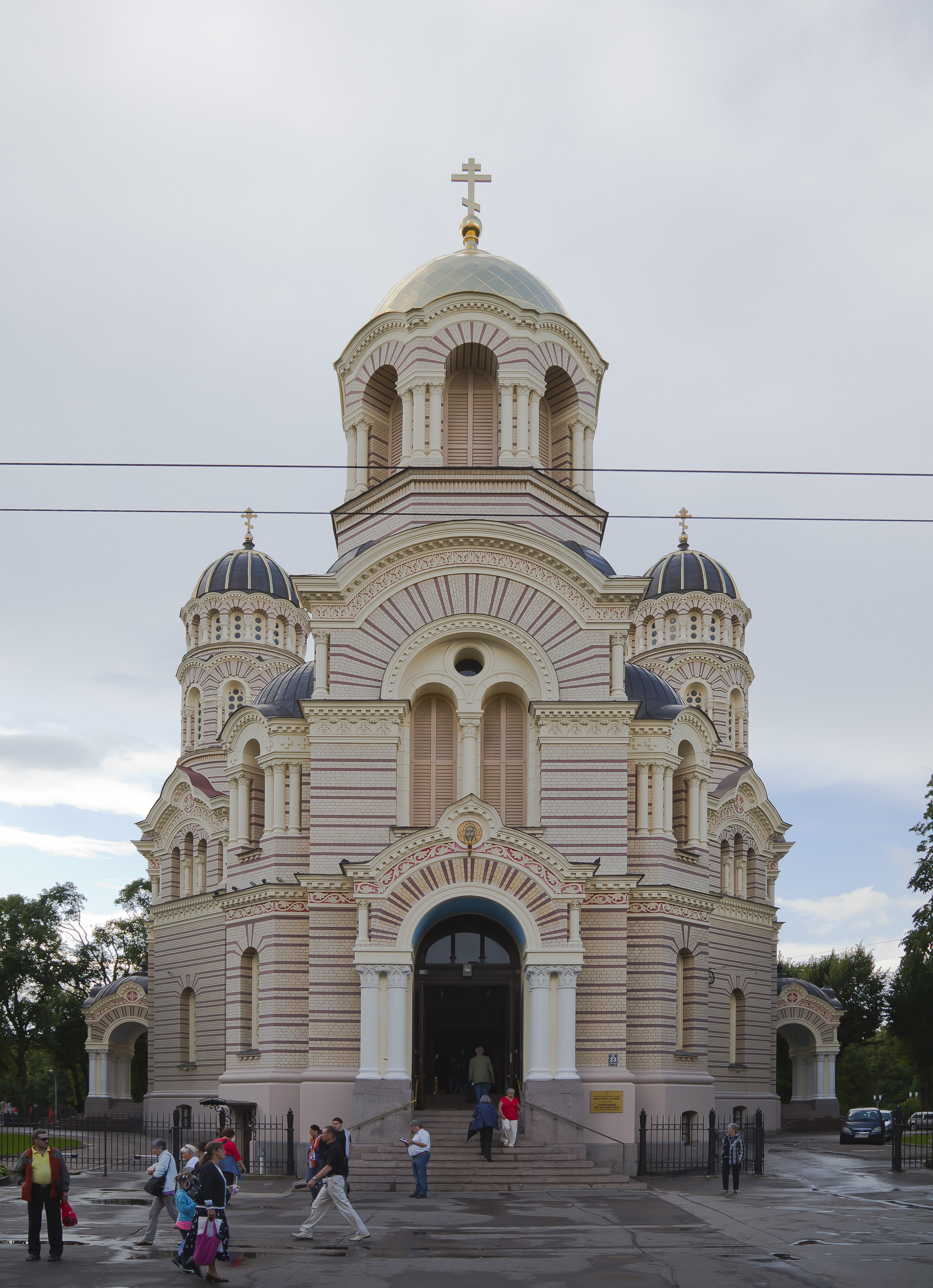
Cathédrale de la Nativité de Riga
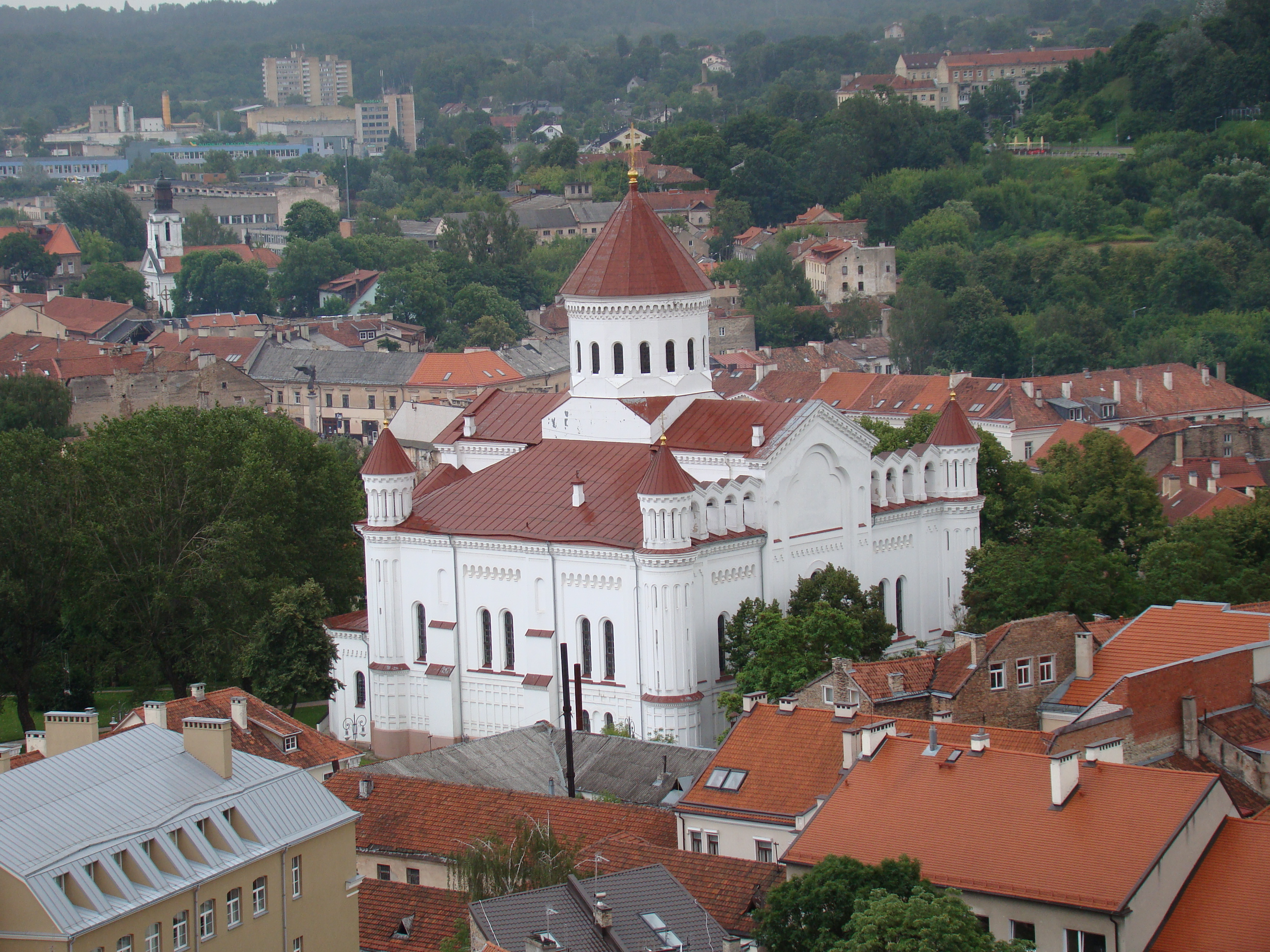
Cathédrale orthodoxe de Vilnius
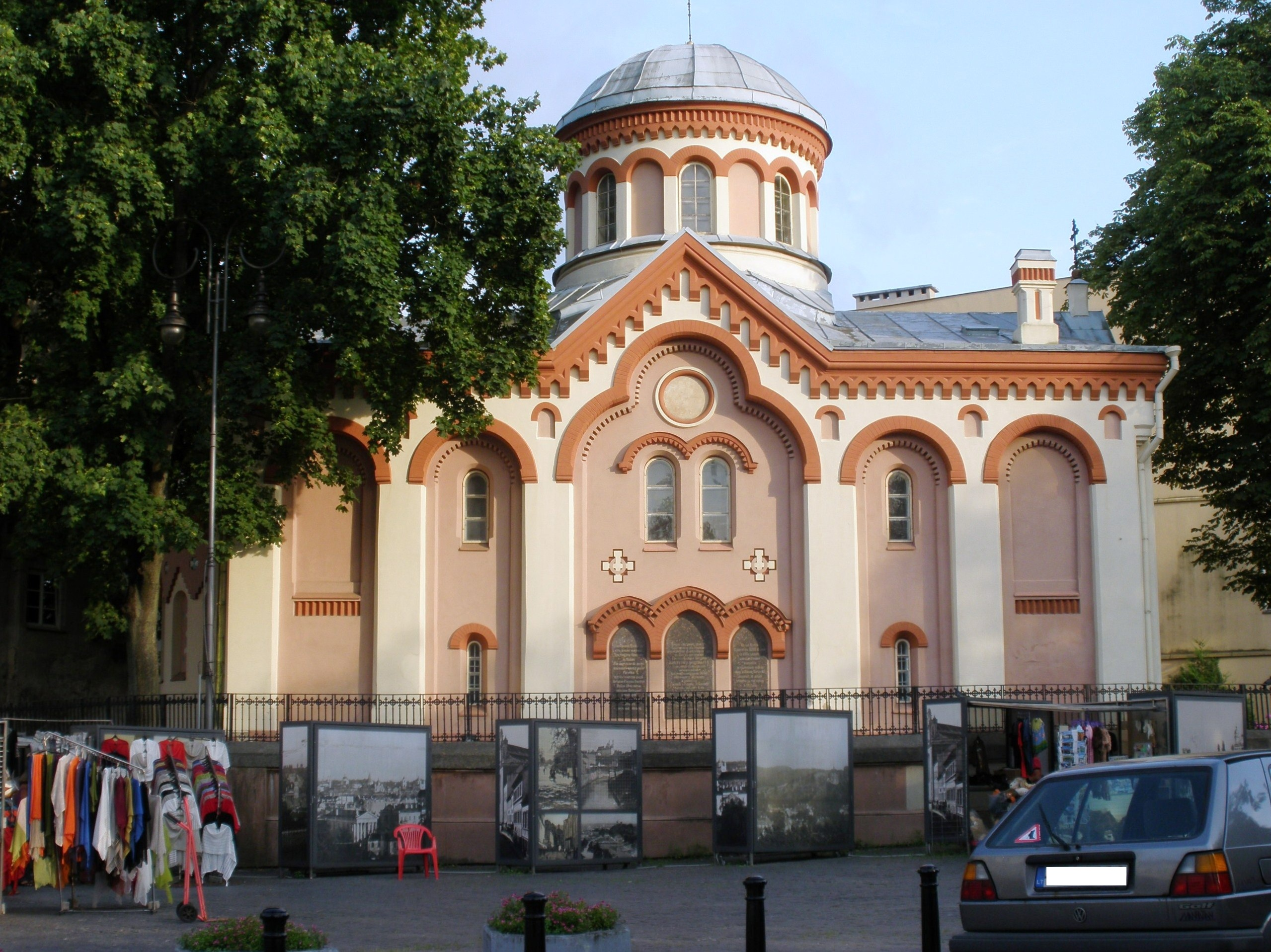
Église Sainte-Parascève de Vilnius
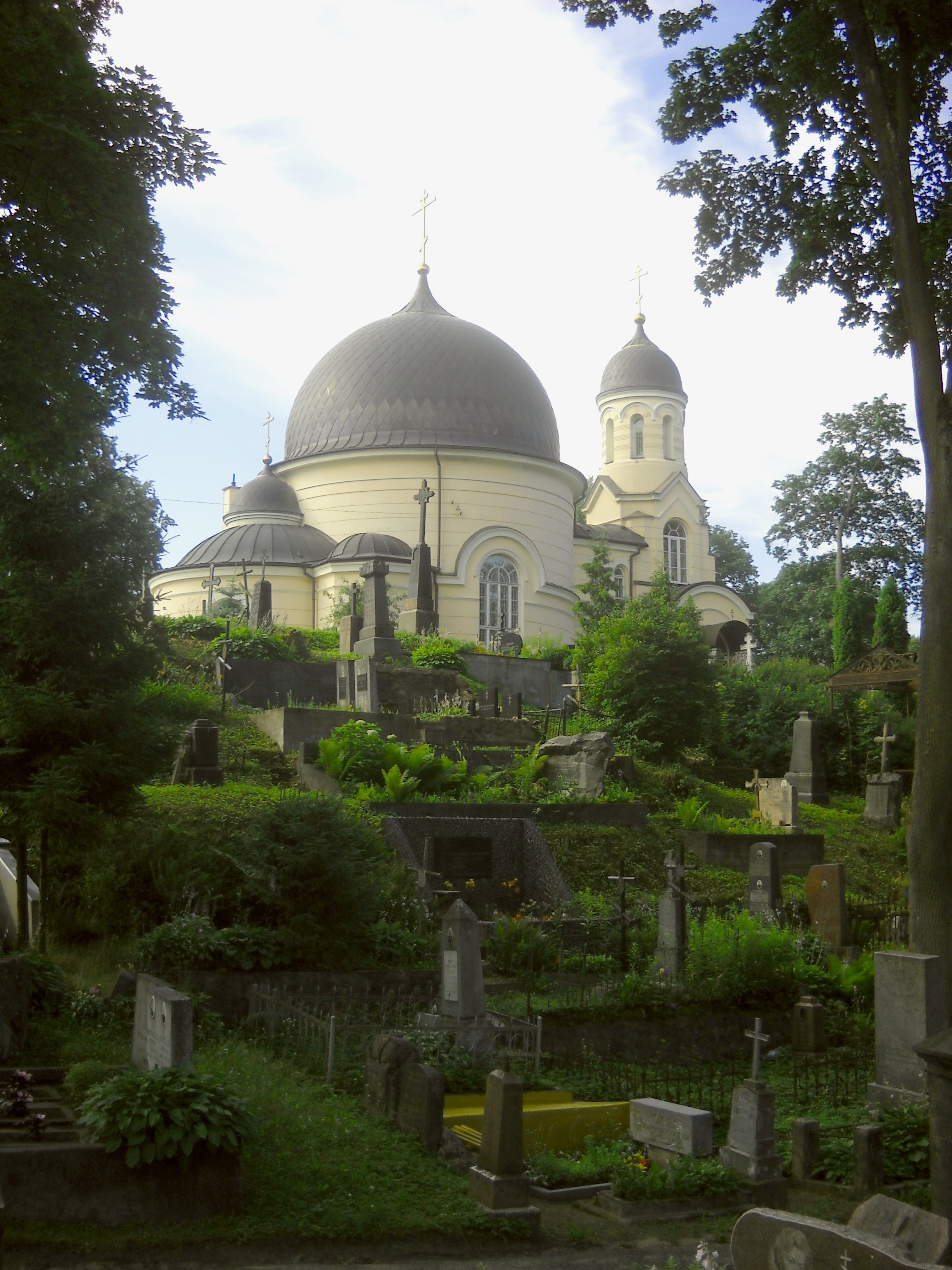
Église Sainte-Euphrosyne de Vilnius
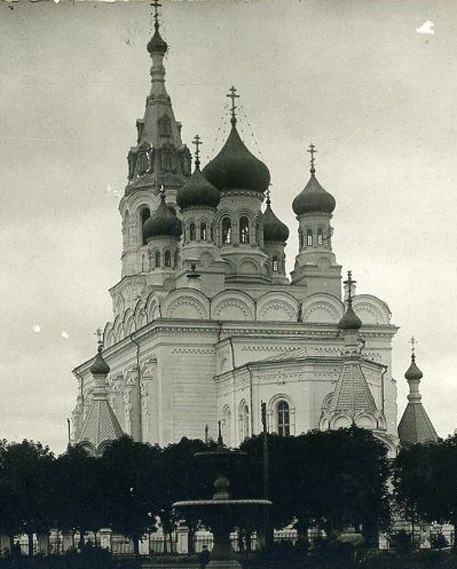
Cathédrale Sainte-Sophie de Grodno
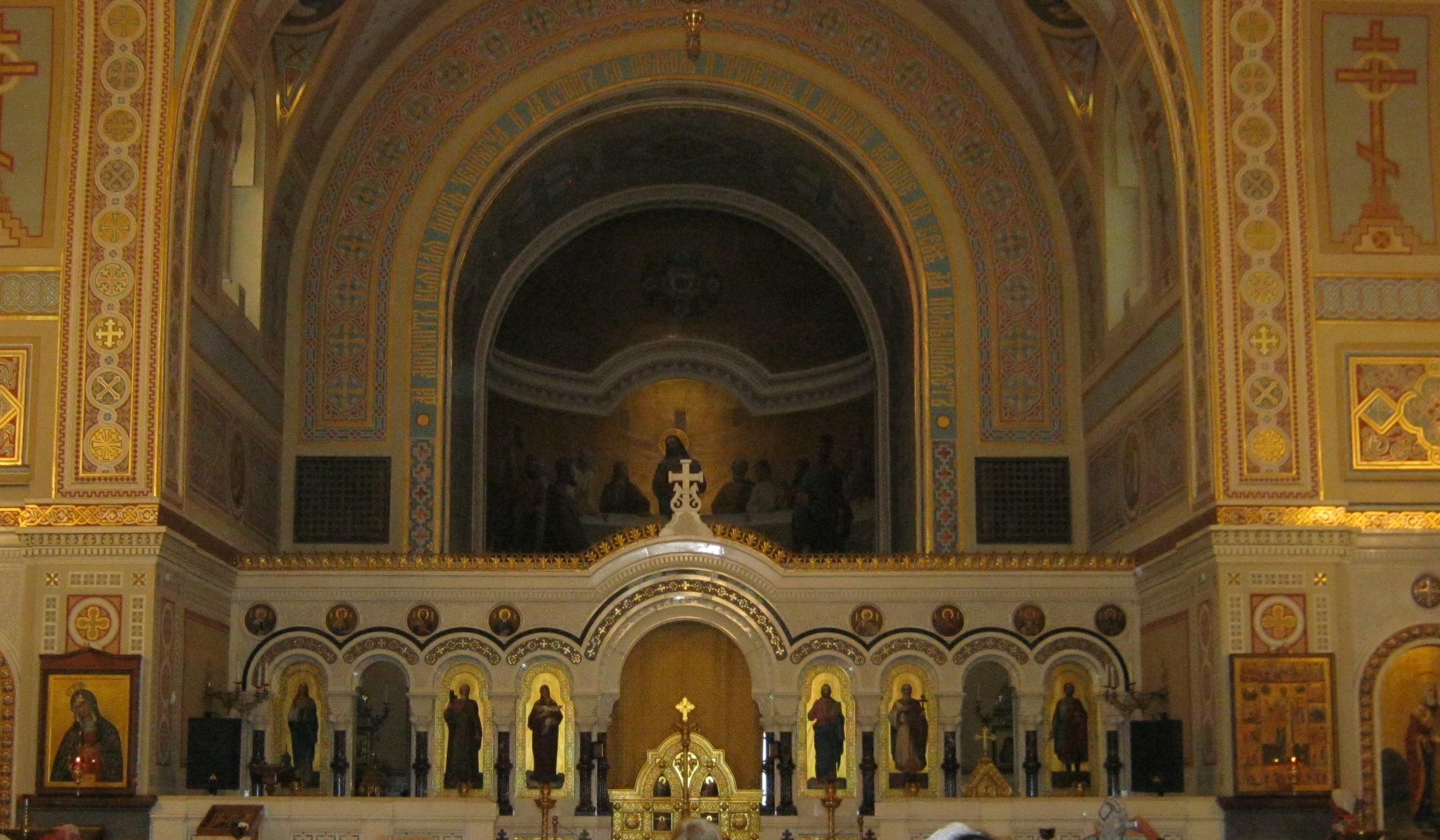
Intérieur de la cathédrale Saint-Vladimir de Chersonèse
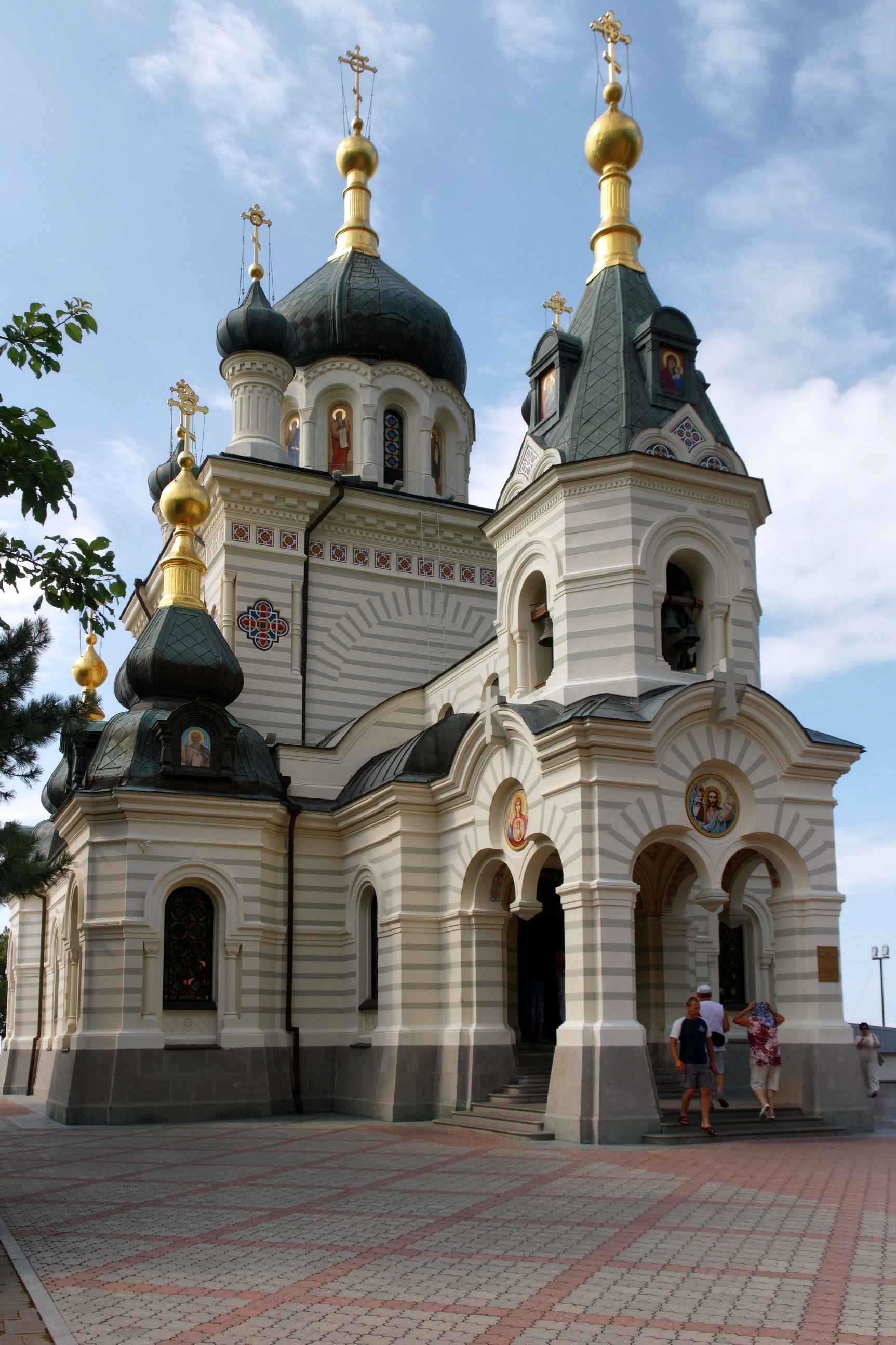
Église de la Résurrection (Foros)
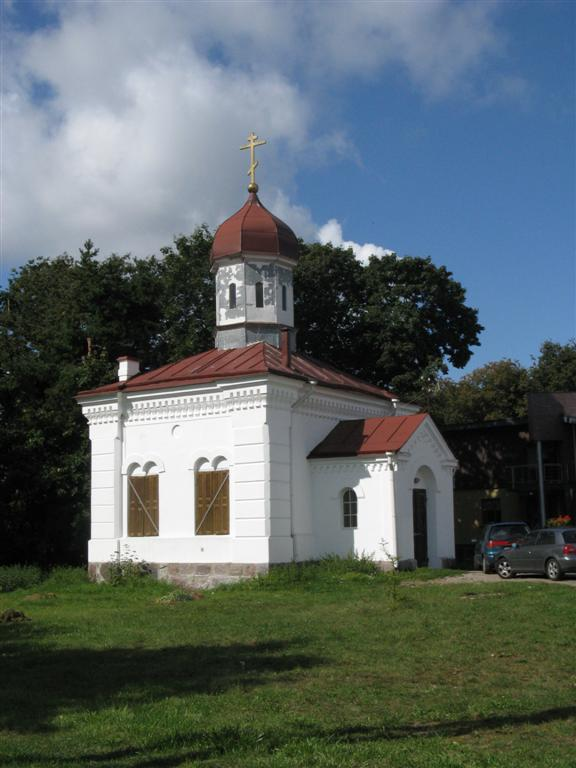
Église orthodoxe Sainte-Catherine de Vilnius
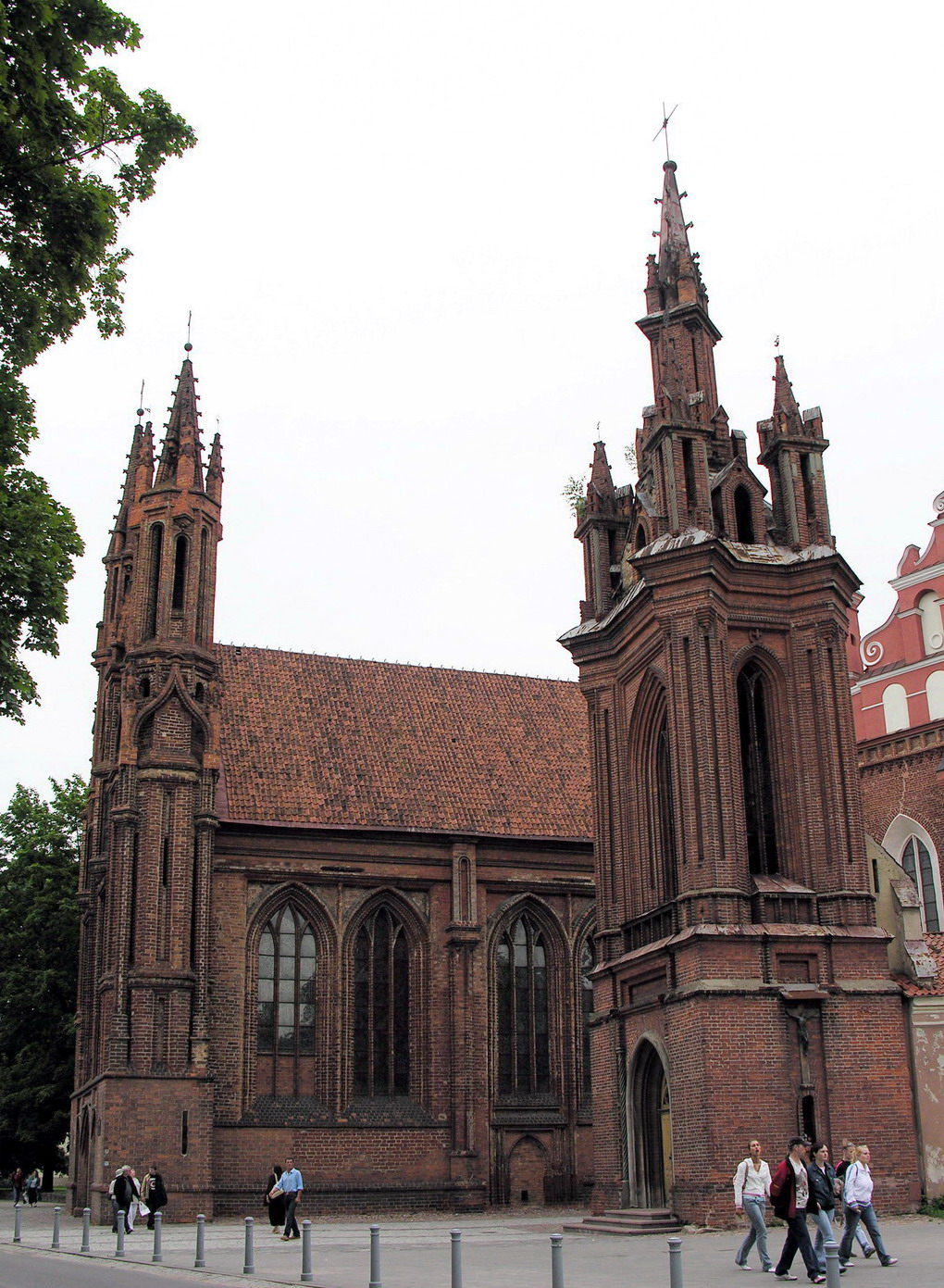
Clocher de l'église Sainte-Anne de Vilnius
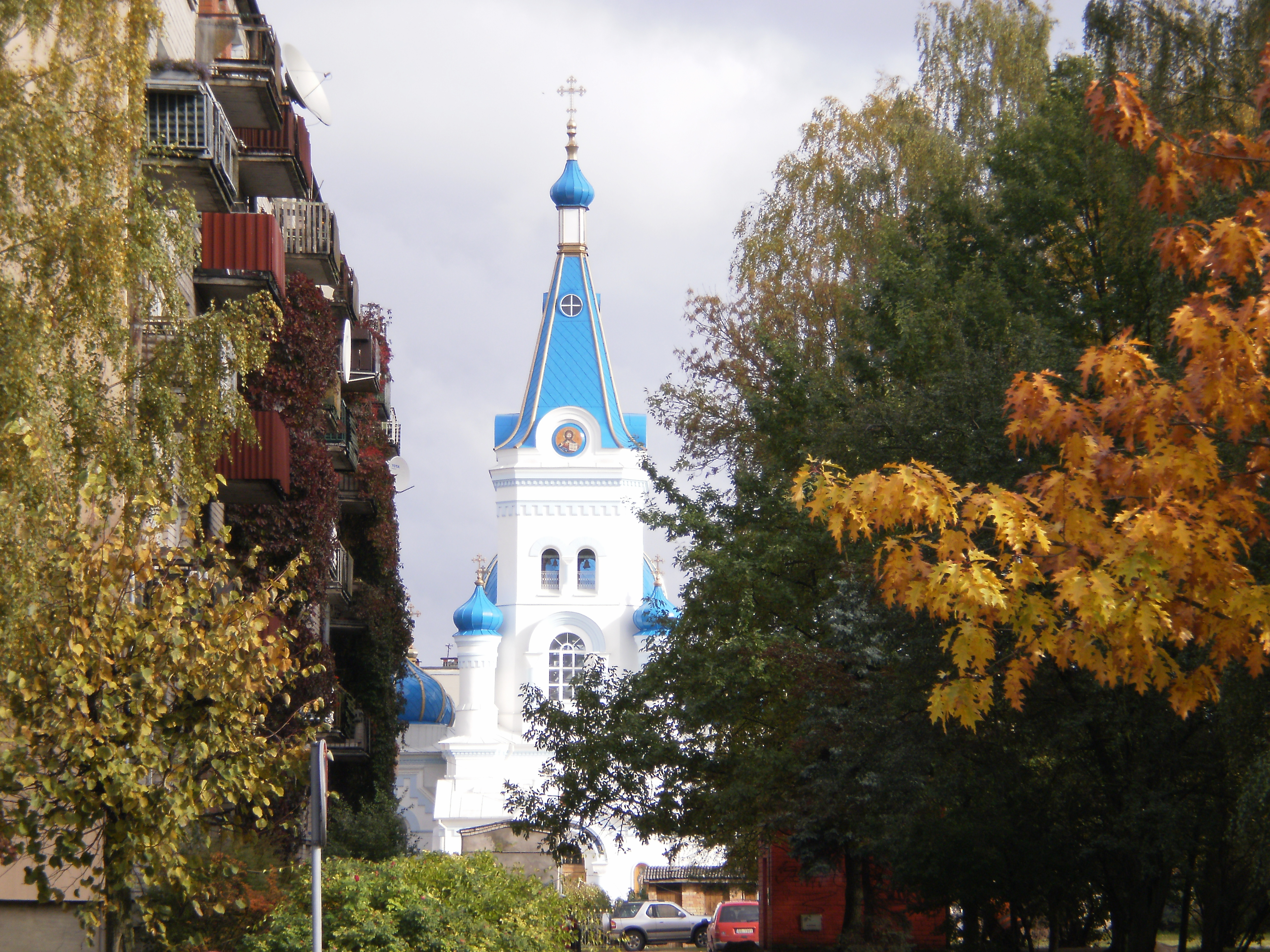
Cathédrale Saint-Siméon-et-Sainte-Anne de Jelgava
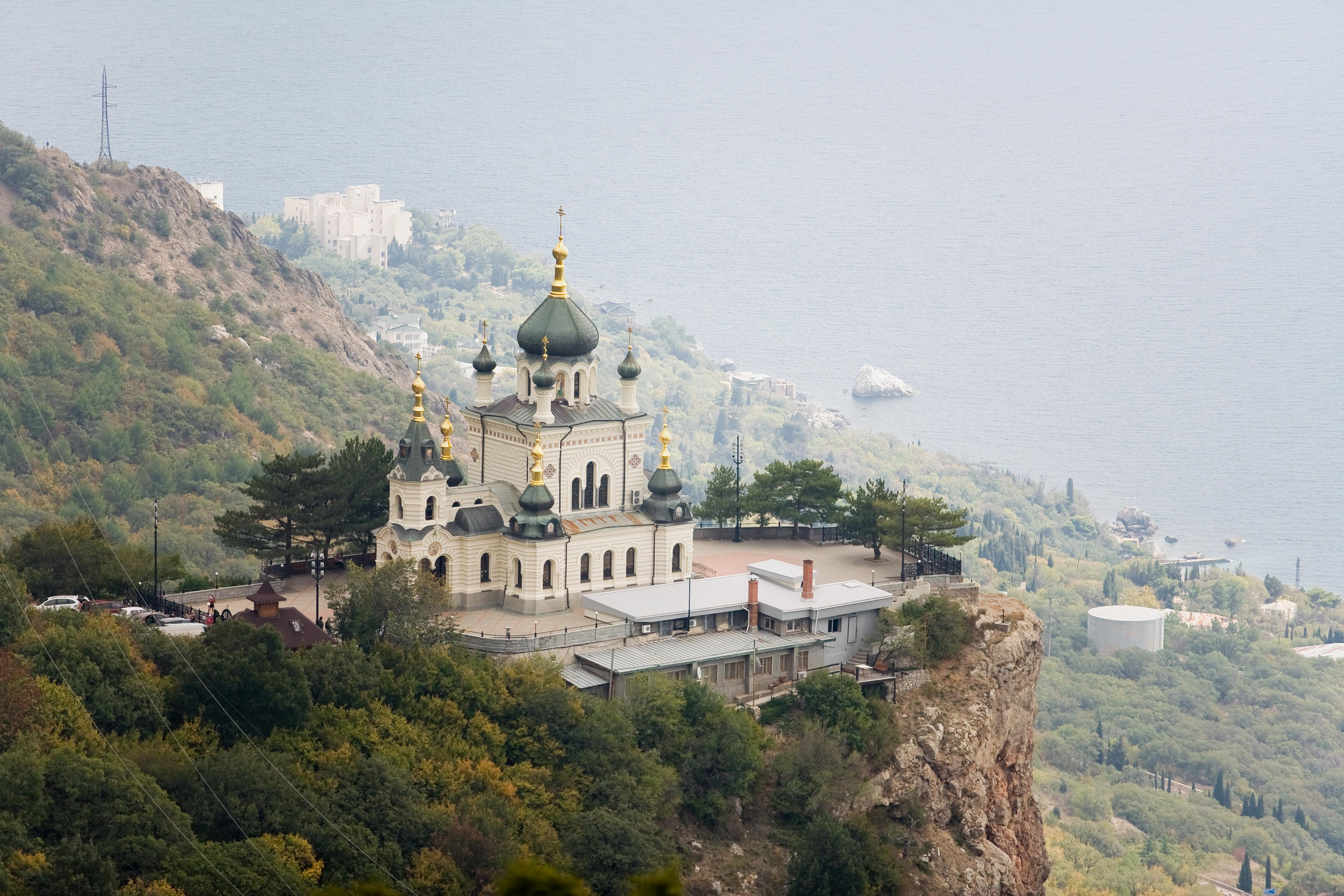
Église de la Résurrection (Foros)